# Kevin Krawietz
Kevin Krawietz (Coburg, Alemanya, 24 de gener de 1992) és un tennista professional alemany.
És especialista de dobles i va arribar al número 7 del rànquing ATP. Malgrat haver guanyat només tres títols de dobles, en el seu palmarès destaca el Grand Slam de Roland Garros 2019 junt al seu compatriota Andreas Mies.
Durant la suspensió de diversos torneigs del circuit ATP a causa de la pandèmia per coronavirus de 2019-2020, Krawietz va treballar com a reponedor en un supermercat.

## Torneigs de Grand Slam

### Dobles masculins: 3 (2−1)
| Resultat  | Núm. | Any  | Torneig           | Parella      | Oponents                     | Marcador    |
| --------- | ---- | ---- | ----------------- | ------------ | ---------------------------- | ----------- |
| Guanyador | 1.   | 2019 | Roland Garros     | Andreas Mies | Jérémy Chardy Fabrice Martin | 6−2, 7−6(3) |
| Guanyador | 2.   | 2020 | Roland Garros (2) | Andreas Mies | Mate Pavić Bruno Soares      | 6−3, 7−5    |
| Finalista | 1.   | 2024 | US Open           | Tim Pütz     | Max Purcell Jordan Thompson  | 4−6, 6−7(4) |

## Palmarès

### Dobles masculins: 22 (11−11)
| Llegenda                          |
| --------------------------------- |
| Grand Slams (2−1)                 |
| ATP Finals (0−0)                  |
| ATP World Tour Masters 1000 (0−0) |
| ATP World Tour 500 (5−5)          |
| ATP World Tour 250 (4−5)          |

| Títols per superfície |
| --------------------- |
| Dura (2−5)            |
| Gespa (2−2)           |
| Terra batuda (7−4)    |

| Resultat  | Núm. | Data                  | Torneig                  | Superfície   | Parella        | Oponents                          | Marcador               |
| --------- | ---- | --------------------- | ------------------------ | ------------ | -------------- | --------------------------------- | ---------------------- |
| Guanyador | 1.   | 17 de febrer de 2019  | Nova York, Estats Units  | Dura (i)     | Andreas Mies   | Santiago González A-u-H. Qureshi  | 6−4, 7−5               |
| Guanyador | 2.   | 9 de juny de 2019     | Roland Garros, França    | Terra batuda | Andreas Mies   | Jérémy Chardy Fabrice Martin      | 6−2, 7−6(3)            |
| Guanyador | 3.   | 20 d'octubre de 2019  | Anvers, Bèlgica          | Dura (i)     | Andreas Mies   | Rajeev Ram Joe Salisbury          | 7−6(1), 6−3            |
| Guanyador | 4.   | 10 d'octubre de 2020  | Roland Garros (2)        | Terra batuda | Andreas Mies   | Mate Pavić Bruno Soares           | 6−3, 7−5               |
| Finalista | 1.   | 25 d'octubre de 2020  | Colònia, Alemanya        | Dura (i)     | Andreas Mies   | Raven Klaasen Ben McLachlan       | 2−6, 4−6               |
| Finalista | 2.   | 7 de març de 2021     | Rotterdam, Països Baixos | Dura (i)     | Horia Tecău    | Nikola Mektić Mate Pavić          | 6−7(7), 2−6            |
| Finalista | 3.   | 25 d'abril de 2021    | Barcelona, Espanya       | Terra batuda | Horia Tecău    | J.S. Cabal Robert Farah           | 4−6, 2−6               |
| Guanyador | 5.   | 2 de maig de 2021     | Múnic, Alemanya          | Terra batuda | Wesley Koolhof | Sander Gillé Joran Vliegen        | 4−6, 6−4, [10−5]       |
| Guanyador | 6.   | 20 de juny de 2021    | Halle, Alemanya          | Gespa        | Horia Tecău    | F. Auger-Aliassime Hubert Hurkacz | 7−6(4), 6−4            |
| Finalista | 4.   | 18 de juliol de 2021  | Hamburg, Alemanya        | Terra batuda | Horia Tecău    | Tim Pütz Michael Venus            | 3−6, 7−6(3), [8−10]    |
| Guanyador | 7.   | 24 d'abril de 2022    | Barcelona                | Terra batuda | Andreas Mies   | Wesley Koolhof Neal Skupski       | 6−7(3), 7−6(5), [10−6] |
| Guanyador | 8.   | 1 de maig de 2022     | Múnic (2)                | Terra batuda | Andreas Mies   | Rafael Matos D. Vega Hernández    | 4−6, 6−4, [10−7]       |
| Finalista | 5.   | 23 d'abril de 2023    | Múnic                    | Terra batuda | Tim Pütz       | Alexander Erler Lucas Miedler     | 3−6, 4−6               |
| Finalista | 6.   | 19 de juny de 2023    | Stuttgart, Alemanya      | Gespa        | Tim Pütz       | Nikola Mektić Mate Pavić          | 6−7(2), 3−6            |
| Guanyador | 9.   | 30 de juliol de 2023  | Hamburg                  | Terra batuda | Tim Pütz       | Sander Gillé Joran Vliegen        | 7−6(4), 6−3            |
| Finalista | 7.   | 7 de gener de 2024    | Brisbane, Austràlia      | Dura         | Tim Pütz       | Lloyd Glasspool J-J. Rojer        | 6−7(3), 7−5, [10−12]   |
| Finalista | 8.   | 23 de juny de 2024    | Halle                    | Gespa        | Tim Pütz       | Simone Bolelli Andrea Vavassori   | 6−7(3), 6−7(5)         |
| Guanyador | 10.  | 21 de juliol de 2024  | Hamburg (2)              | Terra batuda | Tim Pütz       | Fabien Reboul É. Roger-Vasselin   | 7−6(8), 6−2            |
| Finalista | 9.   | 7 de setembre de 2024 | US Open, Estats Units    | Dura         | Tim Pütz       | Max Purcell Jordan Thompson       | 4−6, 6−7(4)            |
| Finalista | 10.  | 11 de gener de 2025   | Adelaida, Austràlia      | Dura         | Tim Pütz       | Simone Bolelli Andrea Vavassori   | 6−4, 6−7(4), [9−11]    |
| Finalista | 11.  | 20 d'abril de 2025    | Múnic (2)                | Terra batuda | Tim Pütz       | André Göransson Sem Verbeek       | 4−6, 4−6               |
| Guanyador | 11.  | 22 de juny de 2025    | Halle (2)                | Gespa        | Tim Pütz       | Simone Bolelli Andrea Vavassori   | 6−3, 7−6(4)            |

## Trajectòria

### Dobles masculins
| Open d'Austràlia | A   | A           | A           | 3R          | 1R          | 2R    | 3R    | A  | QF | 0 / 5     | 8 – 5     |
| Roland Garros | A   | A           | A           | G           | G           | QF    | 1R    | QF |    | 2 / 5     | 18 – 3    |
| Wimbledon | A   | 1R          | 3R          | 1R          | NC          | 2R    | QF    | SF |    | 0 / 6     | 10 – 6    |
| US Open | A   | A           | 1R          | SF          | 2R          | QF    | 2R    | 1R |    | 0 / 5     | 9 – 5     |
| Jocs Olímpics | A   | No celebrat | No celebrat | No celebrat | No celebrat | 2R    | NC    | NC |    | 0 / 1     | 1 − 1     |
| ATP Finals | A   | A           | A           | RR          | RR          | RR    | A     | A  |    | 0 / 3     | 3 – 6     |
| Total Victòries−Derrotes                                                                                                   | 0−1 | 0−3         | 3−5         | 33−22       | 21−17       | 41−21 | 41−26 |    |    | 162 – 113 | 162 – 113 |
| Rànquing a final d'any | 135 | 129         | 71          | 9           | 19          | 14    | 25    |    |    |           |           |
| Llegenda: G: Guanyador; F: Finalista; SF: Semifinalista; QF: Quarts de final; Q: Qualificació; A: Absent; RR: Round Robin; |     |             |             |             |             |       |       |    |    |           |           |

### Dobles mixts
| Open d'Austràlia | A  | 1R | 1R | A  |    | QF | 0 / 3 | 2 – 3 |
| Roland Garros | A  | NC | A  | SF | 1R |    | 0 / 2 | 3 – 2 |
| Wimbledon | 1R | NC | SF |    | 2R |    | 0 / 3 | 5 – 3 |
| US Open | A  | NC | A  | 2R | 2R |    | 0 / 2 | 2 – 2 |
| Jocs Olímpics | NC | NC | QF | NC | NC |    | 0 / 1 | 1 − 1 |
| Llegenda: G: Guanyador; F: Finalista; SF: Semifinalista; QF: Quarts de final; Q: Qualificació; A: Absent; RR: Round Robin; |    |    |    |    |    |    |       |       |